# Karl-Heinz Wegmann
Karl-Heinz Wegmann (* 19. Februar 1934 in Unna; † 28. August 1989 in Dortmund) war ein deutscher Kugelstoßer.
Bei den Olympischen Spielen 1956 in Melbourne wurde er Siebter.
1955, 1956 und 1959 wurde er Deutscher Meister. Seine persönliche Bestleistung von 17,49 m stellte er am 13. Oktober 1958 in Warschau auf.
Karl-Heinz Wegmann startete für den Dortmunder SC 95 und war von Beruf Elektroinstallateur.